# 西原均
西原 均（にしはら ひとし、1958年9月30日 - ）は、日本の実業家、音楽プロデューサー。徳島県出身。
音楽プロダクション「リンズビーチ」、インディペンデントレーベル「エレックレコード」の代表。

## 来歴
日本大学経済学部卒業後、高橋真梨子の担当マネージャーとして「for you…」、「桃色吐息」のヒットに携わる。
1990年にドットカンパニーを設立。濱田金吾、西慎嗣らをマネージメント。フジテレビ系列バラエティー番組「夢で逢えたら」の音楽を担当。
2004年アンダーグラフのデビュー曲「ツバサ」をプロデュース。
1998年～2008年、全日本空輸(ANA)機内においてビッグアーティストたちが自らナビゲートする一時間の音楽番組「アーティストスペシャル」プロデュース。
小田和正、井上陽水、浜田省吾、EXILE、沢田研二、など出演者多数。
2005年から2011年、全日本空輸(ANA)国際線機内において中国ヒーリングミュージック界第一人者「林海」と中国番組「天上飛歌」を共同プロデュース。
2010年、布川敏和「そば食いねぇ！」プロデュース
本作は日本蕎麦協会（農林水産省）公式ソングと認定される。
2011年、アニソン界の帝王「水木一郎」の40周年記念アルバム「ミスターアニソン」プロデュース。
2013年、中日ドラゴンズのキャラクター「ドアラ」のテーマを制作。歌唱はダイアモンド☆ユカイ。
2013年、映画「ペコロスの母に会いに行く」の音楽を担当。
2014年、エアギター世界チャンピオン「名倉七海」の吉田拓郎カバー作品集CDプロデュース。
2018年、高校対抗eスポーツ大会「STAGE:0」の音楽担当（テレビ東京で放送）